# Gardeniopsis
Gardeniopsis là một chi thực vật có hoa trong họ Thiến thảo (Rubiaceae).

## Loài
Chi Gardeniopsis gồm các loài: